# Herce (La Rioja)
Herce est une commune de la communauté autonome de La Rioja, en Espagne.

## Démographie
| 1900 | 1910 | 1920 | 1930 | 1940 | 1950 | 1960 | 1970 | 1981 |
| ---- | ---- | ---- | ---- | ---- | ---- | ---- | ---- | ---- |
| 693  | 654  | 660  | 629  | 683  | 686  | 606  | 526  | 383  |

| 1991 | 2001 | 2010 | - | - | - | - | - | - |
| ---- | ---- | ---- | - | - | - | - | - | - |
| 380  | 399  | 370  | - | - | - | - | - | - |

## Administration

### Conseil municipal
La ville de Herce comptait 336 habitants aux élections municipales du 26 mai 2019. Son conseil municipal (en espagnol : Pleno del Ayuntamiento) se compose donc de 7 élus.
| Parti | Parti                                    | Voix | %       | Élus  |
| ----- | ---------------------------------------- | ---- | ------- | ----- |
|       | Parti socialiste ouvrier espagnol (PSOE) | 145  | 54,31 % | 4 / 7 |
|       | Parti populaire (PP)                     | 111  | 41,57 % | 3 / 7 |
|       | Unidas Podemos (UPOD)                    | 11   | 4,12 %  | 0 / 7 |

### Liste des maires
| Mandat    | Maire | Maire                        | Parti       |
| --------- | ----- | ---------------------------- | ----------- |
| 1979-1983 |       | ?                            | UCD         |
| 1983-1987 |       | ?                            | Indépendant |
| 1987-1991 |       | ?                            | PSOE        |
| 1991-1995 |       | ?                            | PSOE        |
| 1995-1999 |       | ?                            | PSOE        |
| 1999-2003 |       | ?                            | PSOE        |
| 2003-2007 |       | Jesús Ibáñez Martínez-Aldama | PSOE        |
| 2007-2011 |       | Jesús Ibáñez Martínez-Aldama | PSOE        |
| 2011-2015 |       | Jesús Ibáñez Martínez-Aldama | PSOE        |
| 2015-2019 |       | Jesús Ibáñez Martínez-Aldama | PSOE        |
| 2019-2023 |       | Jesús Ibáñez Martínez-Aldama | PSOE        |